# Bouillide
La Bouillide est une rivière française du département Alpes-Maritimes, en région Provence-Alpes-Côte d'Azur, et un petit affluent droit du fleuve côtier la Brague.

## Géographie
De 6,5 kilomètres de longueur, la Bouillide prend sa source sur la commune de Mougins, à 169 mètres d'altitude dans le Fond de Currault, au sud-ouest du parc départemental de la Valmasque.
Elle coule globalement de l'ouest vers l'est et traverse le parc international d'activités de Valbonne-Sophia Antipolis, tout en étant au sud du parc départemental de la Brague.
Elle a sa confluence en rive droite de la Brague sur la commune de Biot, à 44 mètres d'altitude.

### Communes et cantons traversés
Dans le seul département des Alpes-Maritimes, la Bouillide traverse les trois commune, dans trois cantons, dans le sens amont vers aval, de Mougins (source), Valbonne, Biot (confluence).
Soit en termes de cantons, la Bouillide prend source dans le canton de Mougins, traverse le canton du Bar-sur-Loup, conflue dans le canton d'Antibes-Biot, le tout dans l'arrondissement de Grasse et dans les deux intercommunalité communauté d'agglomération Cannes Pays de Lérins et communauté d'agglomération Sophia Antipolis.

### Bassin versant
La superficie du bassin versant « Côtiers de la Grande Frayère au Loup » (Y560) est de 124 km2. Le bassin versant est constitué à 67,64 % de « territoires artificialisés », 26,24 % de « forêts et milieux semi-naturels », à 5,91 % de « territoires agricoles ».
Les cours d'eau voisins sont au nord-ouest, au nord et au nord-est la Brague, la Valmasque à l'est et sud-est, l'ancien canal de la Siagne au sud et sud-ouest, le canal de la Siagne à l'ouest,.

### Organisme gestionnaire
Le SIEQUABA ou Syndicat Intercommunal de l'Amélioration de la Qualité des Eaux de la Brague et de ses Affluents n'est plus l'organisme gestionnaire.
L'organisme gestionnaire est le SMIAGE ou Syndicat Mixte Inondations, Aménagements et Gestion de l'Eau maralpin, créé en le 1er janvier 2017 , et s'occupe désormais de la gestion des bassins versants côtiers des Alpes-Maritimes, en particulier de celui du fleuve le Var. Celui-ci « a été reconnu comme EPTB, avec les félicitations du jury, lors de la séance du comité de bassin de l’Agence l’eau Rhône-Méditerranée-Corse du vendredi 22 juin 2018 car il porte à la fois des politiques liées à la prévention du risque inondation et la gestion des milieux aquatiques »,.

## Affluents
La Bouillide n'a pas d'affluent référencé. 

### Rang de Strahler
Donc le rang de Strahler de la Bouillide est de un.

## Hydrologie
Son régime hydrologique est dit pluvial méridional.

## Aménagements et écologie
Fondée en 1969, Sophia Antipolis, située dans le département des Alpes-Maritimes, est la plus importante technopole d’Europe.